# 美国联邦地区法院

联邦上诉法院与联邦地区法院相互的界限地图

美国联邦地区法院（英語：United States district courts）是美国联邦法院系统中的普通初审法院，无论民事还是刑事案件都是向此类法院提交的，包括涉及普通法、衡平法和海事法三类。
每一个联邦地区法院都有一个相应的联邦破产法院，每一个联邦司法管辖区都会有至少一个法庭，并且其中很多辖区内都不止一个。这些法庭的正式名称一般是“美国”后接该地区的名称再接“联邦地区法院”。
与根据美利坚合众国宪法第三条而设立的联邦最高法院不同，联邦地区法院是由国会通过立法设立的，因此宪法中并未强制要求一定要设立这些“下级法院”。事实上，在宪法得到批准后，一些反对建立一个强大中央政府的人坚持认为联邦司法系统只需要有一个法院负责审理来自各州法院的上诉就可以了。不过这一看法并未占据主流，第一届国会上就通过了法律建立了至今依然保持运作的地区法院系统。
目前在美国的50个州中一共有89个联邦地区法院，另外还有一个在首都哥伦比亚特区，一个在波多黎各，这91个联邦地区法院都只拥有联邦管辖权。另外在关岛、美属维京群岛和北马里亚纳群岛各有一个联邦领地法院，这3个法院则同时拥有联邦和地方管辖权。最后提及的3个领地法院虽然名称上也是联邦地区法院，但却是根据美利坚合众国宪法第四条第三款而设立的，其上任法官的任期也只有十年，而不像其他法院法官那样可以终身任职。

## 其它联邦初审法院
还有其他几个联邦初审法院对全国的特定类型案件有司法管辖权，但地区法院也对部分此类案件拥有共同管辖权，而对平民（非军人）刑事案件，只有地区法院能够审理。美国国际贸易法院负责涉及国际贸易和关税争议的案件。美國聯邦索賠法院对向美国政府提出的权利主张享有专有管辖权，包括联邦政府与之签订的合同、联邦政府非法征地，在联邦政府所有土地上或被联邦政府雇员造成的伤害等。美国税务法院能审理确定美国税务时出现的争议。